# Castillo de Melgund

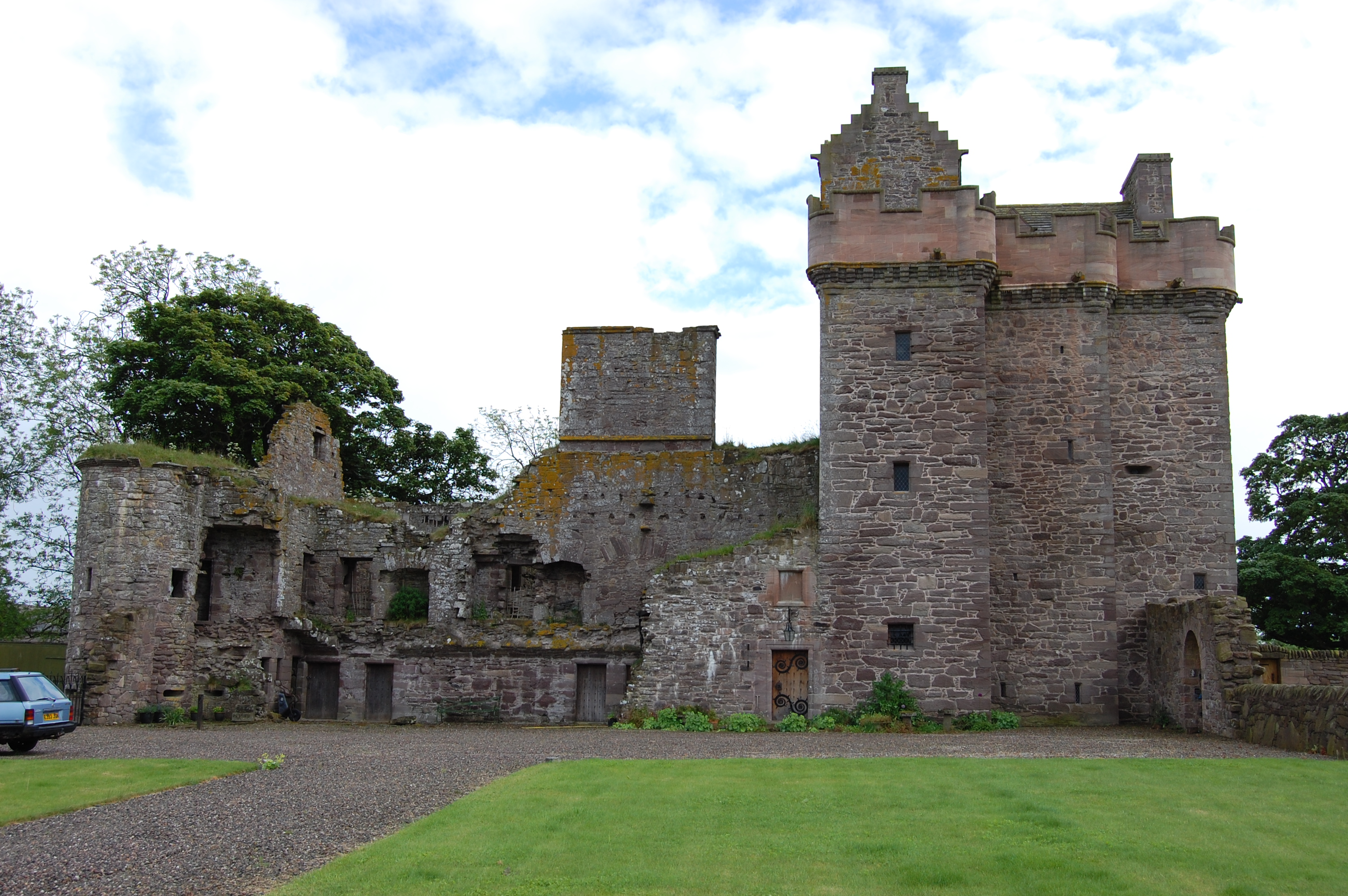
Castillo de Melgund en 2009. Las almenas han sido restauradas con ladrillos modernos en lugar de con la piedra original.

El Castillo de Melgund (Inglés: Melgund Castle) es una casa restaurada del siglo XVI que aún hoy en día es usada como residencia privada y que se encuentra a unos 2 km al este de Aberlemno, en Angus, Escocia, Reino Unido.
El castillo fue construido en 1543 por el cardenal David Beaton como hogar para él y su amante, Margaret Ogilvie. Mucho después pasó por matrimonio a los condes de Minto, a los que se les concedió el título de Vizcondes de Melgund, que al cabo de poco tiempo fue usado por el heredero del condado.
El edificio tiene forma de L y probablemente tomó su estilo de las casas fortificadas del siglo XV. Entre 1990 y 1996 se han llevado a cabo investigaciones arqueológicas. El castillo permaneció largo tiempo en estado semiruinoso y le faltaba el tejado, hasta que fue restaurado.
- Datos: Q3302289
- Multimedia: Melgund Castle / Q3302289